# XaLuan
XaLuan hay XãLuận là một trang web tổng hợp tin tức xây dựng trên mã nguồn PHP với hệ thống web 2.0 và bộ nối T3 thực hiện các công tác chuyển tải thông tin, được Ben Nguyễn tạo ra.
Trang web được tổ chức và hoạt động tại trụ sở chính ở Sydney, Australia.

## Thông tin
XaLuan phát triển từ năm 2006, được tạo dựng như một trang thông tin giải trí trao đổi kiến thức với hệ thống diễn đàn.

## Cấu trúc
Ngoài diễn đàn và các phần media giải trí như hình ảnh, video. Phần tin bài của XaLuan được chia thành hệ thống mục và mục nhỏ bao gồm các phụ đề như sau:
- Tin Nóng: là những tin bài có nội dung sâu, được nhiều người đọc quan tâm chú ý, được lưu ý và có ảnh hưởng lâu dài.
- Tin Nhanh: tin bài có nội dung đáng quan tâm nhưng ít chiều sâu, không có tâm ảnh hưởng lâu dài. Chỉ đơn giản là thông tin điểm qua.
- Đọc Nhiều: được đánh giá dựa trên số lần đọc và quan tâm của người đọc, một bài được đọc càng nhiều thì sẽ càng được xếp hạng cao trên XaLuan.
- Tin Ảnh: loại bài không có nội dung nhiều, chỉ bao gồm các lưu trữ media, hình ảnh và video.
- Bài Thường: bài không thuộc bất cứ loại nào như trên.

Hay có thể phân thành hai loại thông tin:
- Phóng sự: là những bài viết bình luận đánh giá hay hoặc dở về những bài viết thể hiện các quan điểm trong xã hội.
- Thông tin: những bài đơn thuần miêu tả một sự kiện, một tình huống, con người sự vật xảy ra tại một thời điểm mang tính khách quan.

Ngoài ra, XaLuan còn có trang vàng bao gồm danh sách thông tin của các doanh nghiệp Việt Nam.

## Dịch vụ
Để tạo nhiều điều kiệu thuận lợi cho khách hàng, XaLuan hợp tác với trang mạng thanh toán nhằm giúp khách hàng mua hàng một cách trực tiếp.
XaLuan có dịch vụ khác để phục vụ cộng đồng mạng như góc tâm sự do nhiều bạn trẻ lên mạng giao lưu với nhau với tinh thần chia sẻ vui nhộn là chính.
Tuy nhiên, nhiều khi forum cũng trở thành nơi bình luận về các vấn đề nhạy cảm và là nơi để các thành viên bộc lộ những ý kiến phê bình về các mặt khác nhau của xã hội. Do các forum cho XaLuan bàn về rất nhiều mọi mặt của xã hội, do đó đã không ít các mạng báo đã trích thông tin, hình, lời thoại từ những forum này để đăng lên những bài báo.